# Aree Wiratthaworn
Aree Wiratthaworn   (Mueang Kanchanaburi, 26 de febrer de 1980) és una aixecadora tailandesa, ja retirada, que va competir a començaments del segle XX.
El 2004 va prendre part en els Jocs Olímpics d'Estiu d'Atenes, on va guanyar la medalla de bronze en la prova del pes mosca del programa d'halterofília.
En el seu palmarès també destaquen tres medalles al Campionat del Món d'halterofília, dues de plata i una de bronze.
El 2018 exercia de tinent a la marina tailandesa.